# Noodlanding Tuninter-vlucht 1153
Vlucht 1153 van de Tunesische maatschappij Tuninter maakte op 6 augustus 2005 een noodlanding op zee, waarbij 16 mensen om het leven kwamen. Het toestel was met 35 passagiers en 4 bemanningsleden aan boord op weg van Bari naar Djerba, maar kreeg te kampen met een tekort aan brandstof, waarna het in open zee terechtkwam, 26 km ten noordoosten van het vliegveld Palermo-Punta Raisi.
De chartervlucht werd uitgevoerd met een ATR 72 (registratie TS-LBB). Het toestel is in 1991 gebouwd door de vliegtuigbouwer Avions de transport régional, een Frans/Italiaans bedrijf.
De piloot verzocht toestemming voor een noodlanding op het vliegveld van Palermo, maar het toestel haalde het vliegveld niet. Na de noodlanding kwam een grote reddingsoperatie op gang, waarbij met helikopters en schepen van de kustwacht overlevenden werden opgepikt. 
Op 13 september 2005 meldde het Britse vakblad Flight International dat de oorzaak een verkeerd type brandstofmeter was. Brandstofmeters die in het vliegtuigtype ATR 42 thuishoorden waren gemonteerd in de ATR72, hierdoor ontstond een foute indicatie van de hoeveelheid brandstof aan boord. Bij een lege brandstoftank, wees deze foute brandstofmeter nog een voorraad van 1800 kg brandstof aan. 
Uit tests met de vliegsimulator in het hoofdkantoor van ATR in Frankrijk, bleek dat het toestel het vliegveld wel had kunnen halen, door de harde rugwind.
In maart 2009 kregen de piloot en de copiloot van het verongelukte toestel ieder tien jaar gevangenisstraf.
In april 2012 is de piloot, na in beroep te zijn gegaan, uiteindelijk veroordeeld tot 6 jaar en 8 maanden gevangenisstraf.